# Rhyparus philippinensis
Rhyparus philippinensis är en skalbaggsart som beskrevs av Gilbert John Arrow 1905. Rhyparus philippinensis ingår i släktet Rhyparus och familjen Aphodiidae. Inga underarter finns listade i Catalogue of Life.